# 1986年のオールスターゲーム (日本プロ野球)
1986年のオールスターゲームは、1986年（昭和61年）7月に行われた日本プロ野球のオールスターゲーム。

## 概要
1986年のオールスターゲームは前年、熱狂の中で日本一を達成した阪神タイガースの吉田義男監督が全セ（オールセントラル・リーグ）を率い、パ・リーグを制した西武ライオンズから全パ（オールパシフィック・リーグ）の指揮官として、前年限りで退任した広岡達朗の後任森祇晶監督が全パの指揮を執った。森はこの年のパ覇者として翌年のオールスターも全パを指揮した。
その西武に鳴り物入りで入団した大物ルーキー・清原和博（西武）がファン投票選出され、堂々の初出場を果たした。第2戦で本塁打を放ち見事、自身初の球宴MVPに輝いた。清原とは対照的に苦節19年目にして初の夢舞台を踏んだ「浪速の春団治」川藤幸三（阪神）は代打で登場した第2戦、快打を放ち2塁へ全速力で突っ込むもアウト。スタンドを大いに湧かせた。川藤以外にも17年目の加藤博一（横浜大洋ホエールズ）、11年目の山本和範（南海ホークス）が初出場を果たした。なお山本は第1戦で2安打を放ちMVPになった。試合そのものは白熱した熱戦が続き、第2戦・第3戦と延長サヨナラにもつれ込む展開だった。
1988年に東京ドームが開場し、同年10月に南海がダイエーへの身売り及び九州移転を発表したため、後楽園球場と大阪球場での最後のオールスターゲーム開催となった。

## 選出選手
| セントラル・リーグ | セントラル・リーグ | セントラル・リーグ | セントラル・リーグ | パシフィック・リーグ | パシフィック・リーグ | パシフィック・リーグ | パシフィック・リーグ |
| ------------------ | ------------------ | ------------------ | ------------------ | -------------------- | -------------------- | -------------------- | -------------------- |
| 監督               | 吉田義男           | 阪神               |                    | 監督                 | 森祇晶               | 西武                 |                      |
| コーチ             | 阿南準郎           | 広島               |                    | コーチ               | 稲尾和久             | ロッテ               |                      |
| コーチ             | 王貞治             | 巨人               |                    | コーチ               | 岡本伊三美           | 近鉄                 |                      |
| 投手               | 荒木大輔           | ヤクルト           | 初                 | 投手                 | 渡辺久信             | 西武                 | 2                    |
| 投手               | 山本和行           | 阪神               | 7                  | 投手                 | 東尾修               | 西武                 | 9                    |
| 投手               | 津田恒美           | 広島               | 2                  | 投手                 | 小野和幸             | 西武                 | 初                   |
| 投手               | 川口和久           | 広島               | 2                  | 投手                 | 工藤公康             | 西武                 | 初                   |
| 投手               | 金石昭人           | 広島               | 初                 | 投手                 | 村田兆治             | ロッテ               | 11                   |
| 投手               | サンチェ           | 巨人               | 初                 | 投手                 | 小野和義             | 近鉄                 | 初                   |
| 投手               | 加藤初             | 巨人               | 6                  | 投手                 | 石本貴昭             | 近鉄                 | 初                   |
| 投手               | 江川卓             | 巨人               | 7                  | 投手                 | 山田久志             | 阪急                 | 14                   |
| 投手               | 遠藤一彦           | 大洋               | 4                  | 投手                 | アニマル             | 阪急                 | 初                   |
| 投手               | 杉本正             | 中日               | 2                  | 投手                 | 柴田保光             | 日本ハム             | 2                    |
| 投手               | 高野光             | ヤクルト           | 初                 | 投手                 | 西川佳明             | 南海                 | 初                   |
| 投手               | 西本聖             | 巨人               | 6                  | 投手                 |                      |                      |                      |
| 捕手               | 山倉和博           | 巨人               | 6                  | 捕手                 | 梨田昌孝             | 近鉄                 | 7                    |
| 捕手               | 木戸克彦           | 阪神               | 初                 | 捕手                 | 伊東勤               | 西武                 | 3                    |
| 捕手               | 達川光男           | 広島               | 2                  | 捕手                 | 田村藤夫             | 日本ハム             | 初                   |
| 一塁手             | バース             | 阪神               | 3                  | 一塁手               | 清原和博             | 西武                 | 初                   |
| 二塁手             | 岡田彰布           | 阪神               | 5                  | 二塁手               | 大石大二郎           | 近鉄                 | 5                    |
| 三塁手             | 原辰徳             | 巨人               | 6                  | 三塁手               | 秋山幸二             | 西武                 | 2                    |
| 遊撃手             | 高木豊             | 大洋               | 4                  | 遊撃手               | 石毛宏典             | 西武                 | 6                    |
| 内野手             | 高橋慶彦           | 広島               | 6                  | 内野手               | 辻発彦               | 西武                 | 初                   |
| 内野手             | 衣笠祥雄           | 広島               | 12                 | 内野手               | 落合博満             | ロッテ               | 6                    |
| 内野手             | 長内孝             | 広島               | 初                 | 内野手               | ブーマー             | 阪急                 | 3                    |
| 内野手             | 篠塚利夫           | 巨人               | 5                  | 内野手               | 松永浩美             | 阪急                 | 4                    |
| 外野手             | 真弓明信           | 阪神               | 6                  | 外野手               | 金森永時             | 西武                 | 2                    |
| 外野手             | 山本浩二           | 広島               | 14                 | 外野手               | 田尾安志             | 西武                 | 7                    |
| 外野手             | 吉村禎章           | 巨人               | 初                 | 外野手               | 福本豊               | 阪急                 | 16                   |
| 外野手             | 川藤幸三           | 阪神               | 初                 | 外野手               | 高沢秀昭             | ロッテ               | 2                    |
| 外野手             | 加藤博一           | 大洋               | 初                 | 外野手               | 石嶺和彦             | 阪急                 | 初                   |
| 外野手             | 平野謙             | 中日               | 初                 | 外野手               | 山本和範             | 南海                 | 初                   |

- 太字はファン投票で選ばれた選手。

## 試合結果

### 第1戦
|      | 1 | 2 | 3 | 4 | 5 | 6 | 7 | 8 | 9 | R | H  | E |
| ---- | - | - | - | - | - | - | - | - | - | - | -- | - |
| 全セ | 0 | 0 | 0 | 2 | 0 | 0 | 1 | 1 | 0 | 4 | 10 | 0 |
| 全パ | 0 | 0 | 0 | 2 | 2 | 1 | 1 | 0 | X | 6 | 10 | 0 |

1. セ：荒木（ヤ）、●金石（広）、高野（ヤ）、加藤初（巨）、サンチェ（巨）、津田（広）－山倉（巨）、達川（広）、木戸（神）
2. パ：工藤（西）、○石本（近）、小野幸（西）、渡辺（西）、アニマル（急）、S柴田（日）－伊東（西）、田村（日）、梨田（近）
3. 勝利：石本（1勝）
4. セーブ：柴田 (1S)
5. 敗戦：金石（1敗）
6. 本塁打
セ：高木豊（洋）1号（2ラン・石本）
パ：大石大（近）1号（ソロ・加藤初）
7. 審判
［球審］前川（パ）
［塁審］井野（セ）・高木（パ）・丸山（セ）
［外審］𨂊池（パ）・山本文（セ）
8. 試合時間：2時間46分

#### オーダー
| セントラル | セントラル | セントラル |
| 打順       | 守備       | 選手       |
| ---------- | ---------- | ---------- |
| 1          | [中]       | 平野謙     |
| 2          | [二]       | 篠塚利夫   |
| 3          | [左]       | 山本浩二   |
| 4          | [一]       | バース     |
| 5          | [三]       | 原辰徳     |
| 6          | [右]       | 吉村禎章   |
| 7          | [遊]       | 高木豊     |
| 8          | [捕]       | 山倉和博   |
| 9          | [投]       | 荒木大輔   |

| パシフィック | パシフィック | パシフィック |
| 打順         | 守備         | 選手         |
| ------------ | ------------ | ------------ |
| 1            | [二]         | 大石大二郎   |
| 2            | [右]         | 山本和範     |
| 3            | [三]         | 落合博満     |
| 4            | [一]         | ブーマー     |
| 5            | [中]         | 秋山幸二     |
| 6            | [左]         | 松永浩美     |
| 7            | [遊]         | 石毛宏典     |
| 8            | [捕]         | 伊東勤       |
| 9            | [投]         | 工藤公康     |

この試合が後楽園球場で行われた最後のオールスターゲームとなった。

### 第2戦
|      | 1 | 2 | 3 | 4 | 5 | 6 | 7 | 8 | 9 | 10 | 11 | R | H  | E |
| ---- | - | - | - | - | - | - | - | - | - | -- | -- | - | -- | - |
| 全セ | 0 | 0 | 0 | 0 | 1 | 1 | 1 | 0 | 0 | 0  | 0  | 3 | 14 | 1 |
| 全パ | 0 | 0 | 2 | 0 | 0 | 0 | 1 | 0 | 0 | 0  | 1X | 4 | 11 | 0 |

1. （延長11回）
2. セ：杉本（中）、江川（巨）、遠藤（洋）、高野、●山本和（神）－木戸、達川、山倉
3. パ：西川（南）、山田（急）、東尾（西）、小野義（近）、○アニマル－田村、梨田
4. 勝利：アニマル（1勝）
5. 敗戦：山本和（1敗）
6. 本塁打
パ：山本1号（ソロ・杉本）、清原（西）1号（ソロ・遠藤）
7. 審判
［球審］山本文（セ）
［塁審］𨂊池（パ）・松橋（セ）・寺本（パ）
［外審］井野（セ）・高木（パ）
8. 試合時間：2時間55分

#### オーダー
| セントラル | セントラル | セントラル |
| 打順       | 守備       | 選手       |
| ---------- | ---------- | ---------- |
| 1          | [右]       | 真弓明信   |
| 2          | [遊]       | 高木豊     |
| 3          | [三]       | 原辰徳     |
| 4          | [一]       | バース     |
| 5          | [二]       | 岡田彰布   |
| 6          | [中]       | 吉村禎章   |
| 7          | [左]       | 加藤博一   |
| 8          | [捕]       | 木戸克彦   |
| 9          | [投]       | 杉本正     |

| パシフィック | パシフィック | パシフィック |
| 打順         | 守備         | 選手         |
| ------------ | ------------ | ------------ |
| 1            | [二]         | 大石大二郎   |
| 2            | [右]         | 山本和範     |
| 3            | [三]         | 落合博満     |
| 4            | [一]         | ブーマー     |
| 5            | [左]         | 石嶺和彦     |
| 6            | [中]         | 秋山幸二     |
| 7            | [遊]         | 松永浩美     |
| 8            | [捕]         | 田村藤夫     |
| 9            | [投]         | 西川佳明     |

この試合が大阪球場で行われた最後のオールスターゲームとなった。

### 第3戦
|      | 1 | 2 | 3 | 4 | 5 | 6 | 7 | 8 | 9 | 10 | R | H  | E |
| ---- | - | - | - | - | - | - | - | - | - | -- | - | -- | - |
| 全パ | 2 | 0 | 0 | 0 | 0 | 0 | 0 | 1 | 0 | 0  | 3 | 9  | 1 |
| 全セ | 0 | 2 | 0 | 0 | 0 | 0 | 0 | 1 | 0 | 2X | 5 | 11 | 0 |

1. （延長10回）
2. パ：村田（ロ）、石本、渡辺、柴田、●小野幸－田村、伊東、梨田
3. セ：川口（広）、西本（巨）、金石、加藤初（巨）、津田、○山本和－達川、山倉、木戸
4. 勝利：山本和（1勝1敗）
5. 敗戦：小野幸（1敗）
6. 本塁打
パ：落合（ロ）1号（2ラン・川口）
セ：吉村（巨）1号（ソロ・村田）・2号（サヨナラ2ラン・小野幸）
7. 審判
［球審］寺本（パ）
［塁審］丸山（セ）・前川（パ）・松橋（セ）
［外審］高木（パ）・井野（セ）
8. 試合時間：2時間58分

#### オーダー
| パシフィック | パシフィック | パシフィック |
| 打順         | 守備         | 選手         |
| ------------ | ------------ | ------------ |
| 1            | [遊]         | 石毛宏典     |
| 2            | [中]         | 高沢秀昭     |
| 3            | [三]         | 落合博満     |
| 4            | [一]         | ブーマー     |
| 5            | [右]         | 石嶺和彦     |
| 6            | [左]         | 松永浩美     |
| 7            | [捕]         | 田村藤夫     |
| 8            | [二]         | 辻発彦       |
| 9            | [投]         | 村田兆治     |

| セントラル | セントラル | セントラル |
| 打順       | 守備       | 選手       |
| ---------- | ---------- | ---------- |
| 1          | [遊]       | 高橋慶彦   |
| 2          | [中]       | 加藤博一   |
| 3          | [一]       | 長内孝     |
| 4          | [左]       | 山本浩二   |
| 5          | [右]       | 吉村禎章   |
| 6          | [三]       | 衣笠祥雄   |
| 7          | [二]       | 篠塚利夫   |
| 8          | [捕]       | 達川光男   |
| 9          | [投]       | 川口和久   |

## テレビ・ラジオ中継

### テレビ中継
- 第1戦：7月19日
  - テレビ朝日
    - 実況：太田真一 解説：小山正明、野村克也 ゲスト解説：五十嵐洋一（パ・リーグ審判員）、平光清（セ・リーグ審判員）
    - 総合司会：武田鉄矢[3]
    - ゲスト:小林一喜、若林正人（『ニュースステーション』出演者<当時>）、江森陽弘、八波一起、柴田美保子（『江森陽弘モーニングショー』出演者<当時>）、アントニオ猪木、藤波辰爾、坂口征二、木村健吾（新日本プロレス）、秋山エリカ、吉岡紀子、大塚裕子（当時新体操ワールドカップ日本代表）
    - リポーター：石橋幸治（テレビ朝日・一塁側）、安部憲幸（朝日放送・三塁側）、朝岡聡（スタンド）、田畑祐一（三塁側ブルペン）
    - 放送時間:18:30 - 21:24（30分延長）

  - NHK総合（中継録画） 解説：広岡達朗、鈴木啓示
- 第2戦：7月20日
  - 毎日放送≪TBS系列≫ [4]
    - 実況：井上光央 解説：安藤統男、穴吹義雄
    - リポーター：小林繁、田淵幸一
    - 放送時間:18:00 - 21:54（60分延長）

  - NHK総合（中継録画・サンデースポーツスペシャルに内包） 実況：羽佐間正雄 解説：星野仙一、藤田元司
- 第3戦：7月22日
  - 中国放送・東京放送≪TBS系列・2社共同制作≫ 
    - 実況：深山計 解説：大下剛史、田淵幸一、小林繁
    - リポーター:ソフィー（当時『JNNスポーツチャンネル』に出演）
    - ハーフタイムショー進行:生島ヒロシ（当時TBSアナウンサー）、岡本かおり
    - 放送時間:18:30 - 21:54（60分延長[5]）
    - RCCが自社の制作著作で放送したのはこれが最後となり（ただし、共同制作扱いのため技術面の一部と番組タイトル・提供クレジット・CMの送出と配信はTBSが実施）[6]、以後の広島開催時はTBS主管制作・RCC制作協力（年度によりMBSも制作協力参加）の形式で放送されている（実況もTBSのアナウンサーが担当）。

  - NHK総合（中継録画） 解説：広岡達朗、藤田元司

### ラジオ中継
- 第1戦：7月19日
  - NHKラジオ第1
    - 実況：土門正夫 解説：川上哲治、星野仙一

  - TBSラジオ（JRN）
    - 実況：松下賢次 解説：張本勲、小林繁、田淵幸一、定岡正二

  - 文化放送（NRN） 
    - 実況：中田秀作 解説：黒江透修 ゲスト：岡本太郎

  - ニッポン放送（毎日放送との2局ネット） 
    - 実況：深澤弘 解説：関根潤三 ゲスト解説：角富士夫（ヤクルト） ゲスト：ビートたけし
    - リポーター：胡口和雄、城野昭

  - ラジオ日本（独立系）
    - 実況：早川建二 解説：中村稔、浅野啓司、平田翼
- 第2戦：7月20日
  - NHKラジオ第1 実況：松本一路　解説：広岡達朗、広瀬叔功
  - TBSラジオ（JRN／朝日放送制作） 実況：武周雄 解説：藤田平 ゲスト解説：山内一弘（前中日監督）、中西清起（阪神）
  - 文化放送（NRN／ラジオ大阪制作） 実況：高橋征二 解説：辻佳紀、山崎裕之
  - ニッポン放送（毎日放送制作） 実況：三宅定雄 解説：板東英二 ゲスト解説：香川伸行（南海） リポーター：城野昭、胡口和雄
  - ラジオ日本（独立系／ラジオ関西） 実況：内藤幸位 解説：有本義明
- 第3戦：7月22日
  - NHKラジオ第1 実況：高山典久 解説：鶴岡一人、川上哲治
  - TBSラジオ（JRN／中国放送） 実況：上野隆紘 解説：張本勲、池田英俊
  - 文化放送（ローカル） 実況：戸谷真人 解説：豊田泰光　
  - ニッポン放送（NRN） 実況：宮田統樹 解説：柴田勲、穴吹義雄
  - ラジオ日本（独立系） 実況：島碩弥 解説：中村稔
  - ラジオ大阪（ローカル）解説：辻佳紀